# Ingliste
Ingliste (tyska: Haehl) är en by (estniska: küla) i Kehtna kommun i landskapet Raplamaa i mellersta Estland. Byn ligger vid ån Keila jõgi, tio kilometer öster om staden Rapla.
I kyrkligt hänseende hör byn till Juuru församling inom den Estniska evangelisk-lutherska kyrkan.